# Piotr Verșigora
Piotr Petrovici Verșigora sau Petro Vershigora (în ucraineană Петро Петрович Вершигора, în rusă Пётр Петрович Вершигора) (n. 3/16 mai 1905, satul Severinovca, Transnistria - d. 27 martie 1963, satul Holercani, raionul Dubăsari) a fost un general și scriitor sovietic, precum și unul dintre conducătorii trupelor de partizani din Ucraina, Belarus și Polonia care au luptat împotriva naziștilor în timpul celui de-al doilea război mondial.

## Biografie
Piotr Verșigora s-a născut la data de 3/16 mai 1905 în satul Severinovca, din apropiere de orașul Râbnița (în raionul Transnistria din regiunea Kameneț-Podolsk de astăzi). Părinții săi erau învățători la școala din sat, erau de etnie ucraineană și au murit când Piotr era copil. Devenind orfan la vârsta de 12 ani, el a trebuit să presteze diferite munci, precum cele de păstor și morar în satul său natal. 
La vârsta de 15 ani, el a părăsit satul natal și s-a înscris la Școala agricolă din Râbnița. Foametea și tifosul l-au făcut în anul 1921, după absolvirea școlii, să revină în satul natal ca secretar al sovietului sătesc, bibliotecar, director al unui teatru de amatori. Pentru o scurtă vreme, a făcut parte și din orchestra muzicală sătească. În anul 1926, Verșigora este încorporat în Armata Roșie.
În anul 1927, după finalizarea stagiului militar obligatoriu în Armata Roșie, el s-a înscris la cursurile Academiei de Belle Arte din orașul Odesa și după absolvirea studiilor universitare (în 1930) a lucrat ca regizor de cinema și actor în orașele Donețk, Ijevsk, Gorki, Rostov, Kiev și Odesa, participând și la instruirea primei promoții de actori moldoveni a acestei instituții. În anul 1935, revine la Odesa și lucrează ca profesor la secția din RSSA Moldovenească a Școlii de teatru din Odesa.
Verșigora și-a completat studiile la Academia de artă cinematografică din Moscova (1936-1938), participând la realizarea mai multor filme documentare la studioul cinematografic din Kiev. 
După invadarea Uniunii Sovietice de către Germania, Verșigora s-a alăturat Armatei Roșii, având funcțiile de comandant-adjunct de pluton, apoi comandant de companie și de batalion. Ulterior și-a continuat activitatea în calitate de șef al brigăzii corespondenților de pe front. 
La data de 13 iunie 1942, pe când era ofițer de informații pe Frontul din Briansk, a fost parașutat într-o misiune de recunoaștere în regiunea Orel, ocupată de către germani, având misiunea de a se alătura mișcării de rezistență de acolo. În anul 1943, a devenit membru al Partidului Comunist din Uniunea Sovietică.
În următoarele câteva luni, Verșigora s-a alăturat grupurilor de partizani conduse de către legendarul Sydir Kovpak, care acționau în nord-estul Ucrainei. După moartea lui Simion Rudnev în vara anului 1943, el a devenit principalul adjunct al lui Kovpak și conducător al unității de cercetare și recunoaștere. Sub conducerea lui Verșigora din decembrie 1943, Divizia 1-a de partizani din Ucraina a efectuat raiduri în vestul Belarusului și estul Poloniei, hărțuind permanent trupele germane. La data de 3 iulie 1944, aflați în regiunea Baranovici, ei s-au alăturat Armatei Sovietice permanente care luptau pentru eliberarea Republicii Belarus.
Prin Decret al Sovietului Suprem al URSS din 7 august 1944, pentru conducerea cu succes a raidurilor și pentru merite speciale în organizarea mișcării de partizani, Piotr Verșigora a fost avansat la gradul de general-maior și i s-a acordat titlul de Erou al URSS, precum și medalia Steaua de Aur, Ordinul Drapelul Roșu, Ordinul Bogdan Hmelnițki clasa I și Ordinul Lenin (de două ori). (№ 4324).
După cel de-al doilea război mondial, între anii 1947-1954, Verșigora a predat ca profesor la Academia Militară din Moscova și a scris un număr de cărți, printre care "Oameni cu conștiința curată" (1947), memoriile sale despre perioada războiului. Tot el este autorul lucrărilor cu caracter istoric: Arta militară a maselor populare: Schiță istorică (1961), Raidurile de partizani în anii Marelui Război pentru Apărarea Patriei 1941-45 (1962, coautor) ș.a. 
Piotr Verșigora a încetat din viață la data de 27 martie 1963 în satul Holercani din raionul Dubăsari, fiind înmormântat într-un cimitir din orașul Moscova, capitala URSS. 
Chipul său a fost imortalizat pe moneda comemorativă de argint cu valoarea nominală de 100 ruble transnistrene, emisă în anul 2005, într-un tiraj de 500 bucăți. Această emisiune a fost intitulată: "P.P. Verșigora - personalități din Transnistria".

## Activitatea literară
Verșigora a început să scrie literatură încă din perioada de dinaintea începerii celui de-al doilea război mondial. El a scris nuvela Chekoltan, câteva povestiri și piesa de teatru Fagul din Kotovsk, al cărei manuscris s-a pierdut în timpul războiului. 
Verșigora este autorul mai multor cărți, în special de istorie militară, consacrate luptei eroice a partizanilor:
- Oameni cu conștiința curată (1946) - carte de memorii pentru care a obținut Premiul de Stat al URSS în anul 1947, tradusă în limba română în 1955;
- Raidul din Carpați (1950) - volum de povestiri;
- Raidul de pe San și Vistula (1959) - despre acțiunile partizanilor sovietici;
- Arta militară a maselor populare. Schiță istorică (1961)- despre istoria mișcării de partizani;
- Raidurile de partizani. Din istoria mișcării de partizani în anii 1941-1945 (1962) - coautor.

În anul 1960, el a publicat colecția de povestiri scurte “Ivan - eroul”, și în 1962 romanul Casa natală.